# فريدريك بايلي دنت
فريدريك بايلي دنت (بالإنجليزية: Frederick B. Dent)‏ (و. 1922 – م) هو سياسي من الولايات المتحدة الأمريكية .
وهو عضو في الحزب الجمهوري.

## روابط خارجية
- فريدريك بايلي دنت على موقع مونزينجر (الألمانية)
- فريدريك بايلي دنت على موقع إن إن دي بي (الإنجليزية)